# Абдель Хафиз Гога
Абдель Хафиз Гога (араб. عبد الحافظ غوقة‎), также известен как Абдельхафед Абделькадер Гога — ливийский политический деятель. Вице-председатель Переходного национального совета Ливии. По образованию адвокат по правам человека. 23 марта 2011 года он стал вице-председателя совета и занимал этот пост до тех пор, пока 22 января 2012 года не ушёл в отставку после протестов против него.

## Биография
Абдель Хафиз Гога принимал активное участие в юридическом представительстве семей людей, погибших в результате резни в тюрьме Абу-Салим в 1996 году.
Гога был членом Переходного национального совета, созданного во время гражданской войны в Ливии 2011 года, и выступал в качестве его представителя. Гога утверждал, что совет работает для единой Ливии, а не отделяет районы, контролируемые повстанцами, от районов, контролируемых Муаммаром Каддафи: «Нет такой вещи, как разделенная Ливия».
27 февраля Абдель Хафиз заявил, что совет не добивается иностранного вмешательства. 20 марта он объявил, что были убиты более 8000 человек, выступавших против Каддафи. Тем не менее, Проект данных о местоположении и событии вооружённого конфликта, который собирает базу данных обо всех зарегистрированных жертвах в результате политического насилия на африканском континенте, перечислил 6 109 погибших с 15 февраля по 23 октября 2011 года, из которых 1 319 до вмешательства НАТО. Гога раскритиковал комментарий генерального секретаря Лиги арабских государств Амра Муссы, в котором критиковалось то, как была введена запретная для полётов зона в Ливии. Гога заявил: «Сегодня, когда выступил генеральный секретарь, я был удивлён. Каков механизм, который останавливает истребление людей в Ливии, каков механизм, господин генеральный секретарь? Если защита гражданских лиц не является гуманитарным обязательством, какой механизм вы предлагаете нам?".
22 января 2012 года ушёл в отставку с поста Вице-председателя Переходного национального совета Ливии.